# 100 години Американски филмов институт... поредица
По случай на 100-годишнината на американското кино, Американски филмов институт създаде няколко топ 100 листа с американски филми.
Поредицата включва:
- 1998: 100 години Американски филмов институт... 100 филма
- 1999: 100 години Американски филмов институт... 100 звезди
- 2000: 100 години Американски филмов институт... 100 комедии
- 2001: 100 години Американски филмов институт... 100 тръпки
- 2002: 100 години Американски филмов институт... 100 страсти
- 2003: 100 години Американски филмов институт... 100 герои и злодеи
- 2004: 100 години Американски филмов институт... 100 песни
- 2005: 100 години Американски филмов институт... 100 филмови цитата
- 2005: 100 години Американски филмов институт... 25 филмови музики
- 2006: 100 години Американски филмов институт... 100 Cheers
- 2006: Най-великите мюзикъли на Американския филмов институт
- 2007: 100 години Американски филмов институт... 100 филма (10-а годишнина)
- 2008: 10-те топ 10 на Американския филмов институт